# Fernand Bertemes
Fernand Bertemes (Esch-sur-Alzette, 1964) is een Luxemburgs kunstschilder.

## Leven en werk
Fernand of Fern Bertemes werd geboren in de kraamkliniek in Esch-sur-Alzette, het gezin woonde in Noertzange. Hij is een oudere broer van de kunstenaar Marc Bertemes. Bertemes studeerde aan de Universiteit (1983-1987) en de École des Arts Décoratifs  (1986-1988) in Straatsburg.
Bertemes is lid van de Cercle Artistique de Luxembourg, en neemt deel aan de jaarlijkse salons van de kunstenaarsvereniging. Hij exposeert daarnaast onder meer in Frankrijk en ontving meerdere prijzen voor zijn werk. Hij woont en werkt afwisselend in Parijs en Luxemburg-Stad.

## Prijzen en onderscheidingen
- 1985 Prix d'encouragement aux Jeunes Artistes
- 1987 Kritiekprijs op de Biënnale des Jeunes in Esch-sur-Alzette
- 1991 Eerste prijs, openluchtkunstfestival, Lellingen
- 1993 Zilveren medaille van de gemeente Sarreguemines
- 1998 Prix du Conseil Municipal, op de salon voor moderne kunst in Montrouge
- 2007 Luxemburgse Filmprijs, in de categorie 'beste technische bijdrage', voor Le gardien du nid